# Santa Cruz de Grío
Santa Cruz de Grío est une commune d’Espagne, dans la province de Saragosse, communauté autonome d'Aragon. Elle appartient à la comarque de Valdejalón.

## Géographie
Elle est située à 75 kilomètres de la capitale Saragosse. On y accède par la E-90/A2 par une déviation depuis le carrefour de Morata de Jalón.